# Perri Shakesová-Draytonová
Peirresha Alexandra Shakes-Drayton (* 21. prosince 1988) je bývalá britská atletka, jejíž specializací byl  běh na 400 metrů a 400 metrů překážek,.